# Альионе, Агустин
Агустин Альионе (исп. Agustín Lionel Allione; родился 28 октября 1994 года в Санта-Фе, Аргентина) — аргентинский футболист, полузащитник «Депортиво Морон».

## Клубная карьера
Альионе — воспитанник футбольной академии клуба «Велес Сарсфилд». 10 июня 2012 года в матче против «Атлетико Рафаэла» он дебютировал в аргентинской Примере. 23 октября 2013 года в поединке против «Архентинос Хуниорс» Альионе забил свой первый гол за «Велес». В сезоне Апертуры 2012/13 Агустин стал чаще привлекаться к играм за основу «Велеса», он принял участие в 14 матчах, в четырёх выйдя в стартовом составе.
В сезоне 2013/14 Альионе провёл 28 матчей в чемпионате Аргентины, но провёл на поле в два раза больше времени в сравнении с предыдущим сезоном, став одним из ключевых футболистов в своей команде. Также Альионе отметился пятью забитыми голами в Примере. В составе «Велеса» Агустин дважды стал чемпионом страны.
Аргентинец привлёк к себе внимание более богатых клубов и 22 июля 2014 года он подписал контракт с бразильским «Палмейрасом». 10 августа в матче против «Атлетико Минейро» Альионе дебютировал в бразильской Серии A. В 2015 году Агустин завоевал Кубок Бразилии. 6 марта 2016 года в поединке против «Капивариано» он забил свой первый гол за «Палмейрас». В том же году Альионе помог клубу выиграть чемпионат. В матчах Кубка Либертадорес против аргентинского «Росарио Сентраль» и уругвайского «Ривер Плейт» он забил три гола.
В начале 2017 года Альионе на правах аренды перешёл в «Баия». 27 января в матче Копа де Ностре против «Форталезы» он дебютировал за новую команду. 8 февраля в поединке против «Байи» из Фейра-ди-Сантана Агустин забил свой первый гол за «Баию».

## Международная карьера
В 2011 году Альион принял участие в юношеском чемпионате Южной Америки в Эквадоре. На турнире он сыграл в матчах против команд Перу, Боливии, Парагвая, Колумбии и Уругвая. Летом того же года Гаспар принял участие в юношеском чемпионате мира в Мексике. На турнире он сыграл в матчах против команд Франции, Англии и Японии.
В декабре 2012 года Альионе попал в заявку молодёжной сборной Аргентины на домашний чемпионат Южной Америки среди молодёжных команд. 10 января 2013 года в матче группового этапа против молодёжной сборной Чили он дебютировал за молодёжную национальную команду. 18 января в поединке против Колумбии Агустин забил гол и помог хозяевам турнира добиться первой победы.

## Достижения
Командные
 «Велес Сарсфилд»
- Чемпионат Аргентины по футболу (2) — Инисиаль 2012, 2012/13 (Суперфинал)
- Обладатель Суперкубка Аргентины — 2013

 «Палмейрас»
- Чемпионат Бразилии по футболу (Серия A) — 2016
- Обладатель Евроамериканского кубка — 2014
- Обладатель Кубка Бразилии — 2015